# Ponos Ratkajevih
Ponos Ratkajevih povijesna je telenovela producentske tvrtke AVA. Radnja serije odvija se od 1939. do 1948. godine, a prati život jedne plemićke hrvatske obitelji od njezina prijeratnog uspona do poslije II. svjetskog rata, nakon kojega je došlo do promjene državnog uređenja, propadanja plemstva i korjenite promjene svih dotada ustaljenih društvenih vrijednosti. Snimanje serije počelo je početkom rujna 2007., a prikazivanje početkom listopada. Scenarij za serijal napisale su Jelena Svilar, Jelena Veljača i Morana Foretić, a režiju potpisuju Branko Ivanda, Nikola Ivanda i Milivoj Puhlovski. Telenovela ima 180 epizoda, a emitiranje je završeno u lipnju 2008. godine.

## Radnja
U središtu radnje je plemićka obitelj Ratkaj i njihov patrijarh Karlo pl. Ratkaj. No on je samo prividno vođa obitelji. Prava zvijezda vodilja obitelji je grofica Antonija Ratkaj koja se nikako ne odriče starih ideala. Ubrzo se obitelj seli iz Zagreba u dvorac Miljana gdje grofica Veronika susreće svoju ljubav iz mladosti, proizvođača alkoholnih pića Josipa Jurića. Iz Beča se vraća Krsto pl. Ratkaj i zaljubljuje se u Helenu Jurić, koja nikako ne odgovara njegovoj obitelji s obzirom na to da nije plemićkog staleža. Isabela Ratkaj se pak zaljubljuje u promoćurnog oficira Nemanju Lazarevića. Isto tako, podmukla barunica Sofia Walkovski pokušava spojiti svoju kćerku Charlotte Lotte Walkovski s Krstom kako bi ponovno stekla plemićki status kojeg je davno izgubila. U vihoru rata odvijaju se jedne od najljepših ljubavnih priča ikad ispričanih.

## Zanimljivosti
- Uloga Branka Lorgera, kojeg je utjelovio Boris Dvornik, je ujedno i posljednja glumčeva uloga. Nedugo nakon završetka snimanja, glumac je preminuo.
- Nakon nekoliko mjeseci snimanja, na setu serije je došlo do fizičkog obračuna između redatelja Branka Ivande i glavnog glumca Božidara Alića. Kao rezultat toga, Alićev lik je ispisan iz serije u sredini, no doveden ponovno na kraju telenovele.,[2][3]
- Prva epizoda telenovele emitirana je na HRT 2 u terminu 20:00. Zbog slabije gledanosti i žalbi gledatelja, telenovela se ipak premjestila u stalan termin za domaće telenovele, 18:40 h na HRT 1.
- Nina Režek Wilson, profesorica povijesti odjeće na studiju dizajna Tekstilno-tehnološkog fakulteta u Zagrebu iznijela je niz nepravilnosti u telenoveli što se tiče kostimografije. Rekla je kako modni segmenti u seriji nisu iz 30-ih godina 20. stoljeća, u kojima se radnja odvija.[4]
- David Popović Volarić, sin Janka Popovića Volarića (koji je tumačio Krstu pl. Ratkaja) pojavio se u prvoj epizodi serije kao mali Krsto pl. Ratkaj.
- Serija ne prikazuje istinite povijesne ličnosti. Obitelj Ratkaj živjela je u dvorcu Miljana do 1793. godine. Od 1890. do 1980. godine, dvorac je u vlasništvu obitelji Jaeger, pa je tako bilo i u vrijeme kada se događa radnja serije (tridesete i četrdesete godine 20. st.).
- Originalni izgled pročelja dvorca Miljane iz 17. stoljeća u crno-bijeloj boji, rekonstruiran je ranih osamdesetih godina 20. stoljeća, ali nije bio vidljiv kroz čitavo 20. stoljeće.

## Uloge
| Glumac/ica            | Lik                              |
| --------------------- | -------------------------------- |
| Ivana Bolanča         | Helena Jurić                     |
| Janko Popović Volarić | Krsto pl. Ratkaj                 |
| Sanja Vejnović        | Veronika pl. Ratkaj              |
| Marijana Mikulić      | Izabela "Bela" pl. Ratkaj        |
| Aleksandar Srećković  | Nemanja Lazarević Angel Arhovski |
| Vanessa Radman        | Elisabeth "Lisa" Cohen           |
| Mia Begović           | Sofia Walkovski                  |
| Ivica Pucar           | Vjenceslav "Vjenco" Radić        |
| Ana Vilenica          | Charlotte "Lotte" Walkovski      |
| Zijad Gračić          | Josip Jurić †                    |
| Maja Katić            | Tereza Macan Marijana Pintar     |
| Amar Bukvić           | Vilko Orešković †                |
| Božidar Alić †        | Karlo pl. Ratkaj                 |
| Ranko Zidarić         | Ranko Hebb                       |
| Ljubica Jović         | grofica Antonija pl. Ratkaj †    |
| Marija Borić          | Ivka Križaj                      |
| Željko Šestić         | Milivoj Vidmar                   |
| Vlasta Ramljak        | Mara Žunec                       |
| Ksenija Pajić         | Dagmar Cohen Jelena Kralj        |
| Katarina Perica       | Hana Wieser                      |
| Kristijan Potočki     | Alojz                            |
| Višnja Babić          | Kristina Savičević †             |
| Bojana Gregorić       | Allegra Savičević Kiki           |
| Duško Valentić        | Mijo Orešković                   |
| Danijel Ljuboja       | fra. Lujo Grabovac †             |
| Vjekoslav Janković    | Ivan Bijelić †                   |
| Lela Margitić         | Mila Jergović                    |
| Božidar Orešković     | Otto Wieser                      |
| Milan Pleština        | Martin                           |
| Davor Janjić          | Franjo Valent †                  |
| Boris Bakal           | Hans Georg Müller                |
| Sanja Marin           | Jolanda Wieser                   |
| Vinko Štefanac        | Krešo Obad †                     |
| Josipa Pavičić        | Valentina Gold                   |
| Zvonimir Novosel      | Bartol Postup                    |
| Ivica Gunjača         | Velimir                          |
| Branko Smiljanić      | Marković                         |
| Jagoda Kralj          | Jela Macan                       |
| Boris Dvornik †       | Branko Lorger †                  |
| Dalibor Brkić         | Rade Končar †                    |
| Alen Šalinović        | Matko †                          |
| Matija Jakšeković     | Miho                             |

## Vanjske poveznice
- Uvodna špica telenovele